# MP Большого Пса
MP Большого Пса (лат. MP Canis Majoris), HD 56093 — двойная затменная переменная звезда типа Алголя (EA) в созвездии Большого Пса на расстоянии (вычисленном из значения параллакса) приблизительно 3048 световых лет (около 935 парсеков) от Солнца. Видимая звёздная величина звезды — от +8,51m до +8,32m. Орбитальный период — около 1,9633 суток.

## Характеристики
Первый компонент — бело-голубая звезда спектрального класса B8V.